# Династия Бонниер
Династия Бонниер — это шведская династия еврейского происхождения, которая с начала XIX века занимается книгоиздательством, а позже и массмедиа индустрией. Династии принадлежит медиа-группа «Bonnier Group», владеющая 175 компаниями в 18 странах.

## История

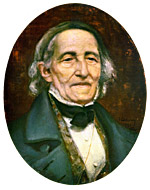
Герхард Бонниер

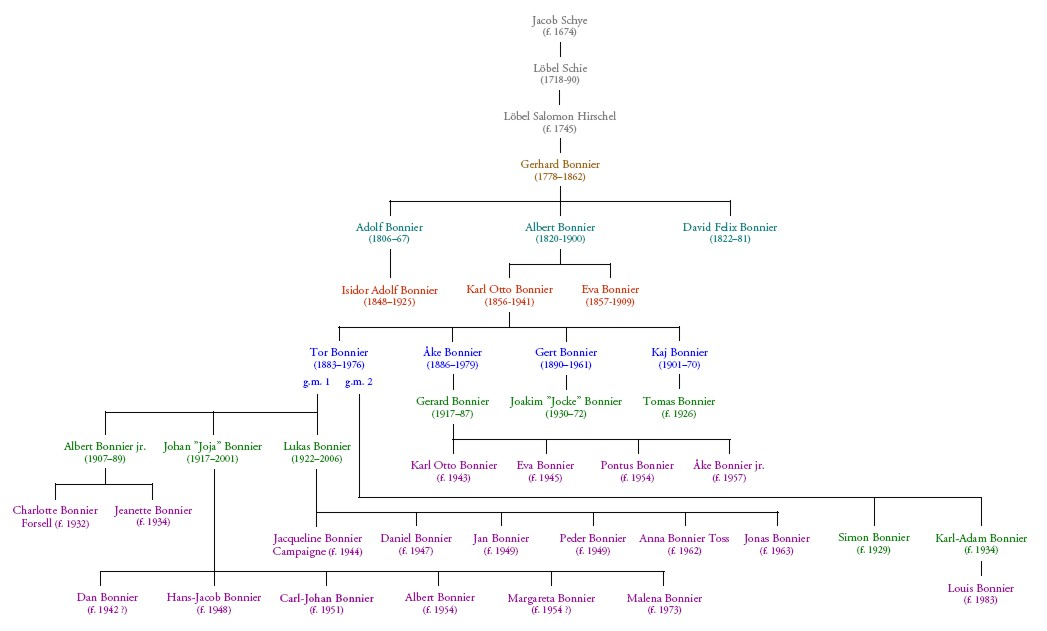
Фамильное древо некоторых потомков Герхарда Бонниера

Наиболее ранний известный предок династии по отцовской линии — Jacob Schye (родившийся в 1674 году). Он был родом из города Sobědruhy в Богемии (теперь район чешского города Теплице). Его сын, ювелир Löbel Schie (1718–1790), был отцом ювелира и торговца монетами Löbel Salomon Hirschel (1745 года рождения). Его сын Gutkind Hirschel (1778–1862) в 1801 году перебрался из Германии в датский город Копенгаген и сменил имя на Герхард Бонниер. В Копенгагене в 1804 году Герхард открыл маленькую книжную лавку.
Старший сын Герахарда, Адольф Бонниер в 1827 году переехал в шведский Гётеборг, чтобы расширить семейный бизнес. Через год он основал библиотеку в городе и пару лет спустя ещё одну в Стокгольме. В 1837 году Адольф Бонниер основал издательство «Albert Bonniers Förlag», и вскоре два его младших брата Давид Феликс Бонниер (1822–1881) и Альберт Бонниер (1820–1900) переехали в Стокгольм, чтобы помочь в работе издательства.

## Известные представители
- Герхард Бонниер (1778—1862) — продавец книг
- Адольф Бонниер (1806—1867) — книготорговец и издатель. Сын книготорговца Герхарда Бонниера и брат Альберта и Давида Бонниера.
- Альберт Бонниер (1820—1900), издатель
- Герт Бонниер (1890—1961) — генетик, профессор
- Давид Феликс Бонниер (1822—1881) — книготорговец и редактор. В 1858—1859 годах он основал Göteborgs-Posten.
- Ева Бонниер (1855—1907), художник
- Исидор Бонниер (1848—1925) — журналист и издатель
- Кай Бонниер (1901—1970) — книгоиздатель
- Бонниер, Карл:[править]  -  Карл-Адам Бонниер (род. 1934, Стокгольм) — предприниматель, экономист и основатель фонда Карла-Адама Бонниера
  -  Карл Отто Бонниер (1856—1941), издатель
- Тор Бонниер (1883—1976), издатель
- Оке Бонниер (1886—1979), издатель
- Альберт Бонниер мл. (1907—1989), издатель
- Йоаким Бонниер (1930—1972), пилот Формулы-1
- Лукас Бонниер (1922—2006), издатель
- Оке Бонниер мл. (род. 1957), епископ Diocese of Skara
- Юнас Бонниер (род. 1963) — романист

## Галерея

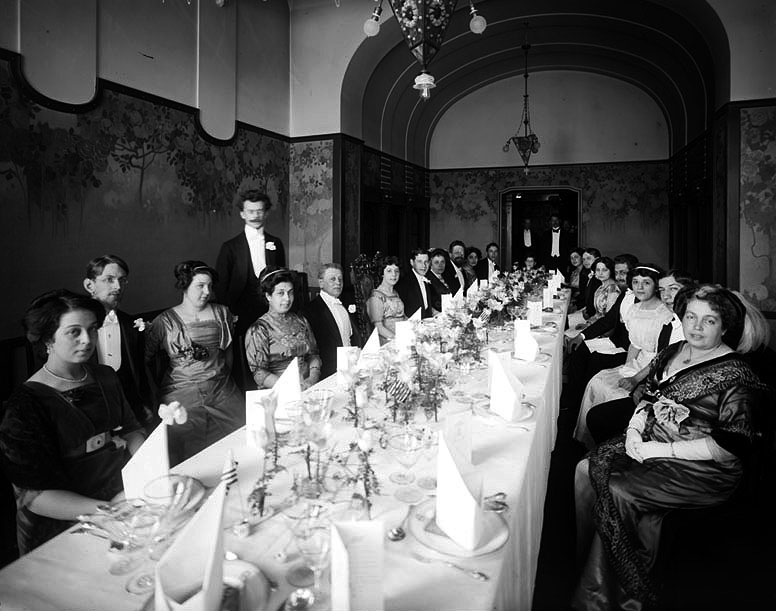
Семейный ужин семьи Бонниер в Стокгольме, 1910.
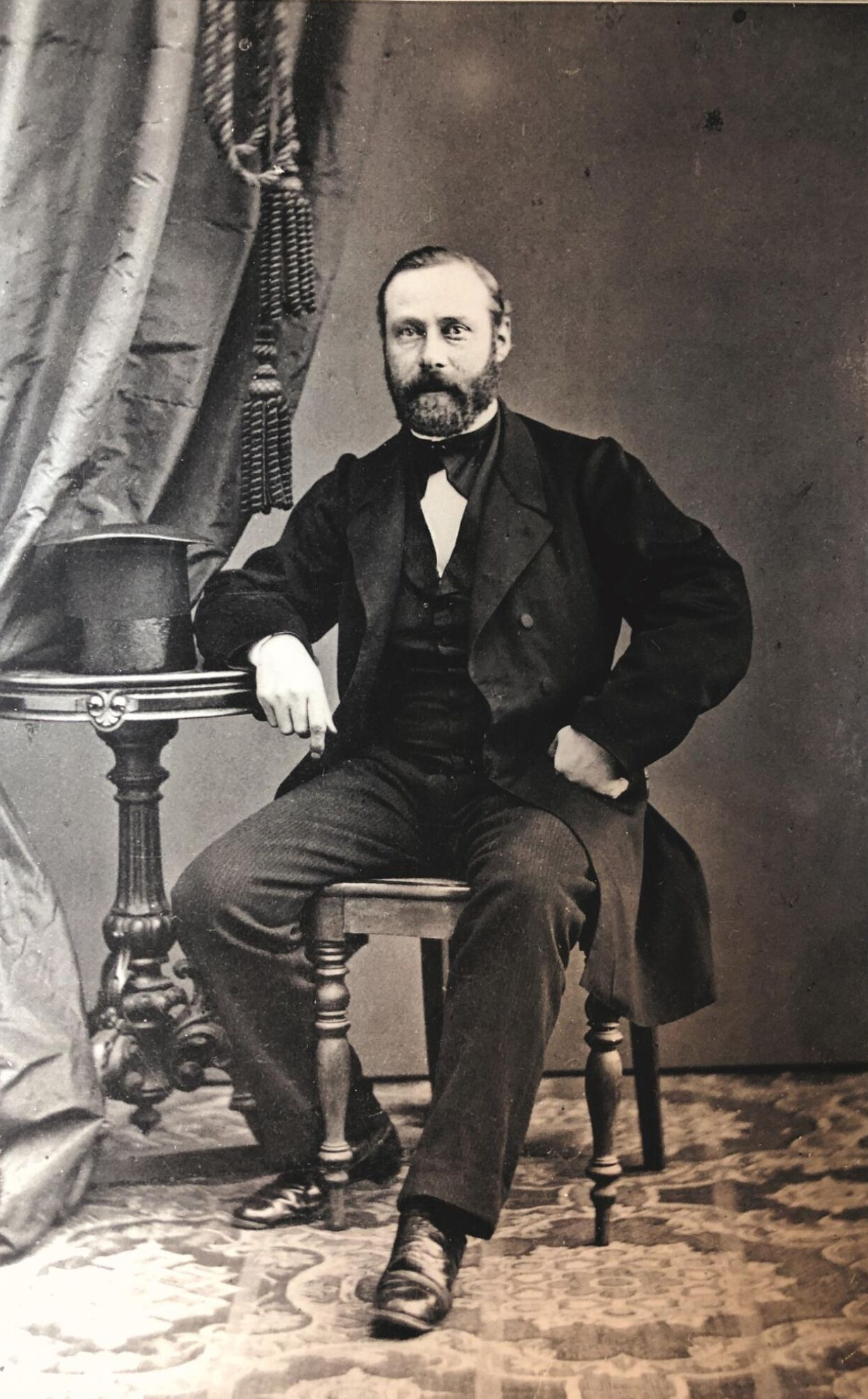
Альберт Бонниер, 1854.
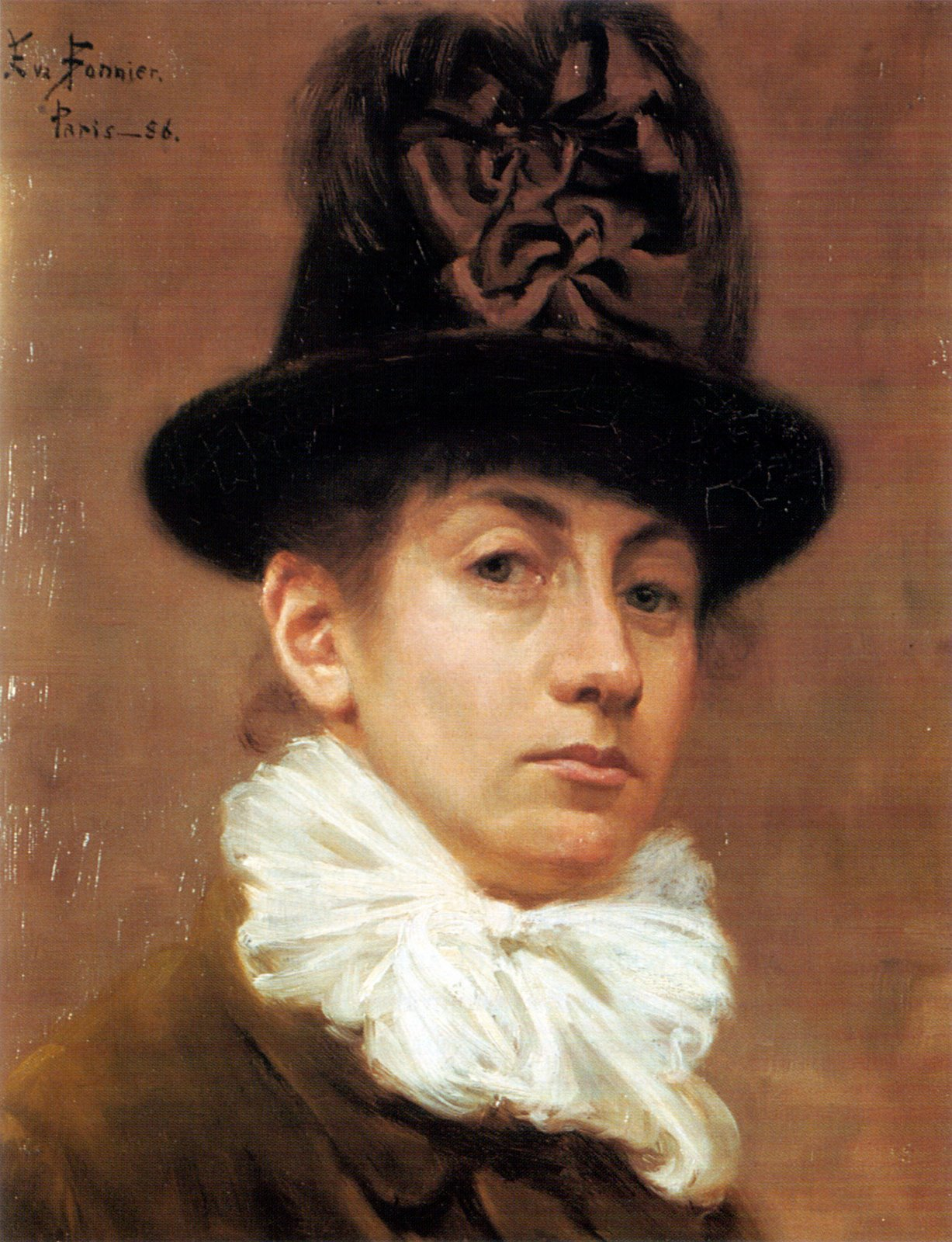
Ева Бонниер, 1886.
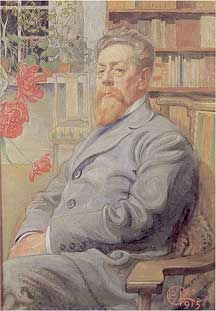
Карл Отто Бонниер, 1915.
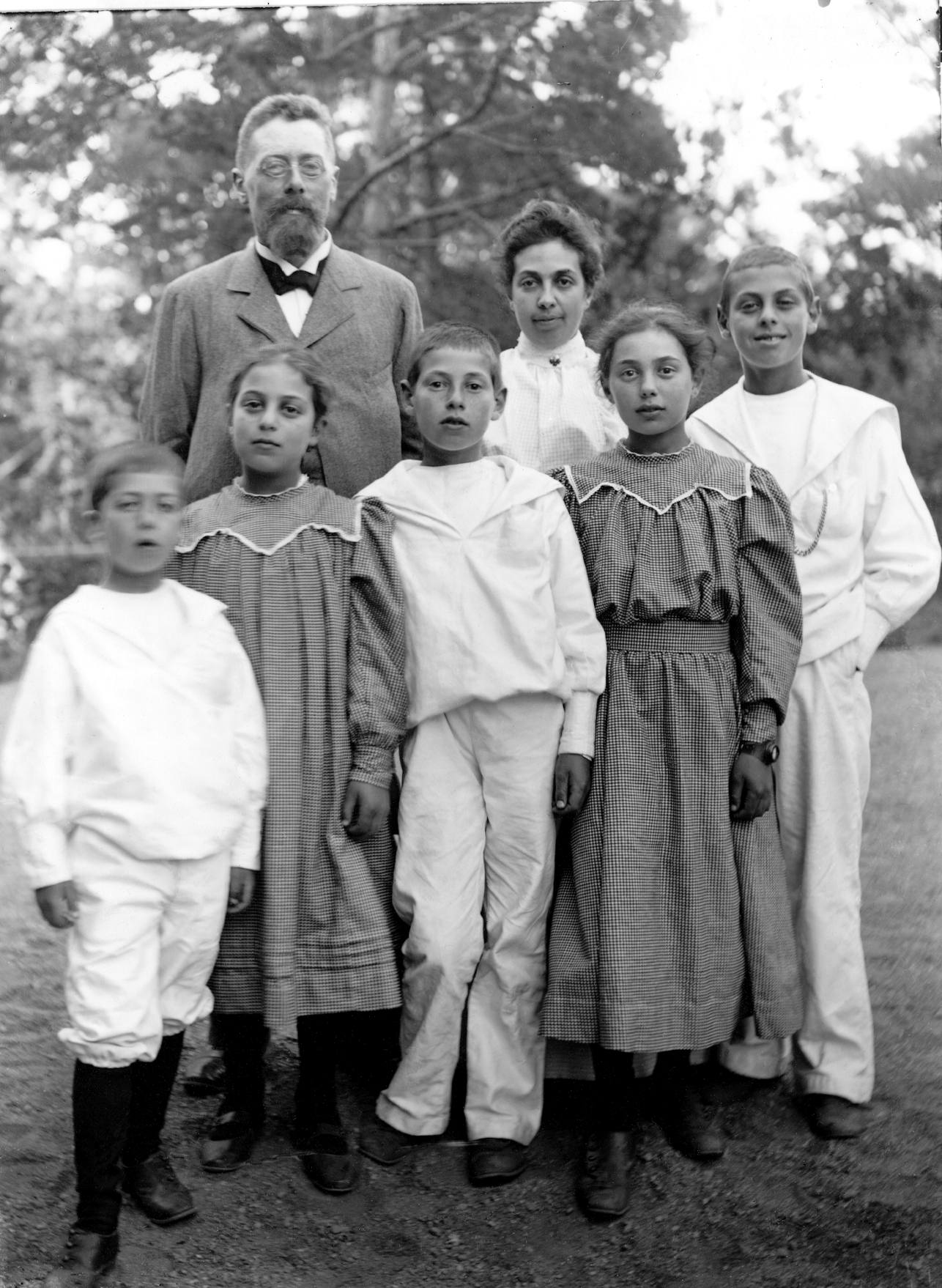
Карл Отто со своей женой и детьми, 1890-е.
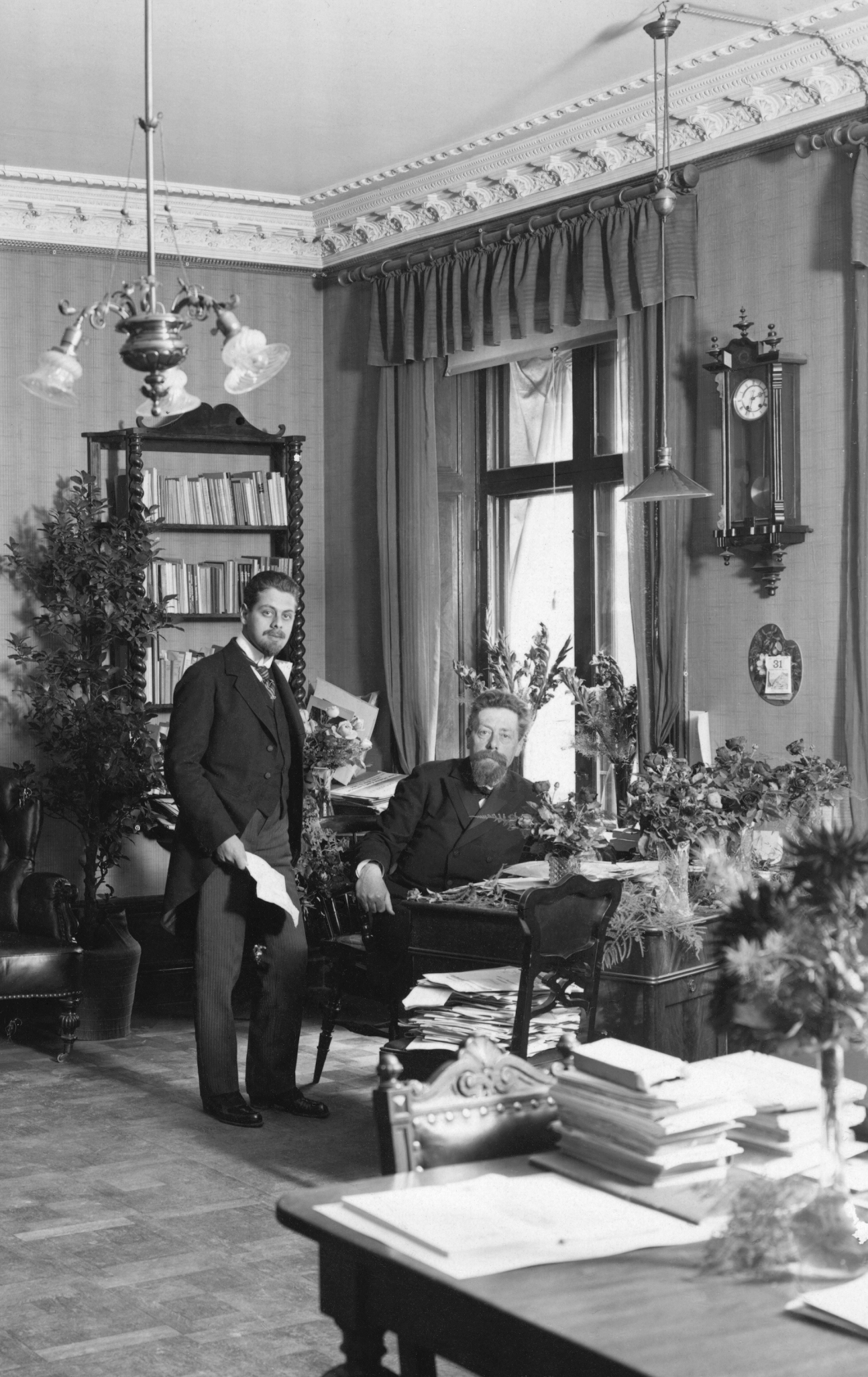
Тор Бонниер и Карл Отто празднуют 75-летие Albert Bonniers Förlag, 1912.
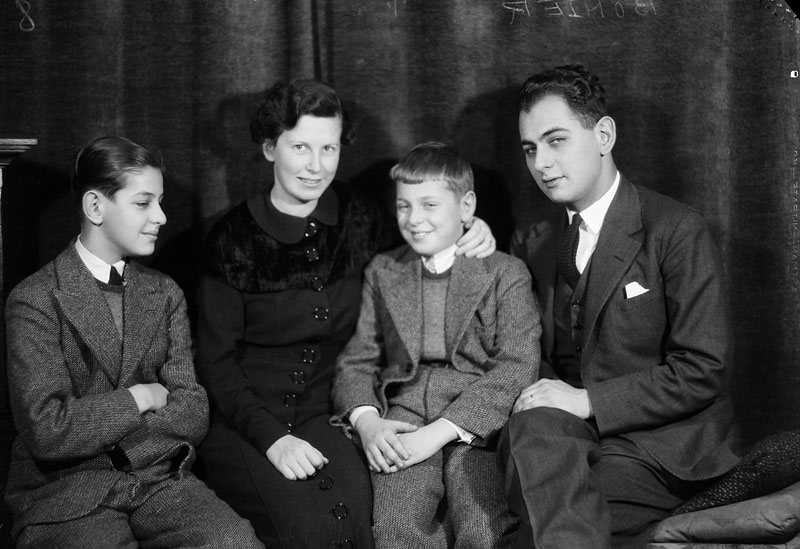
Альберт Бонниер младший с женой и братьями, 1930.
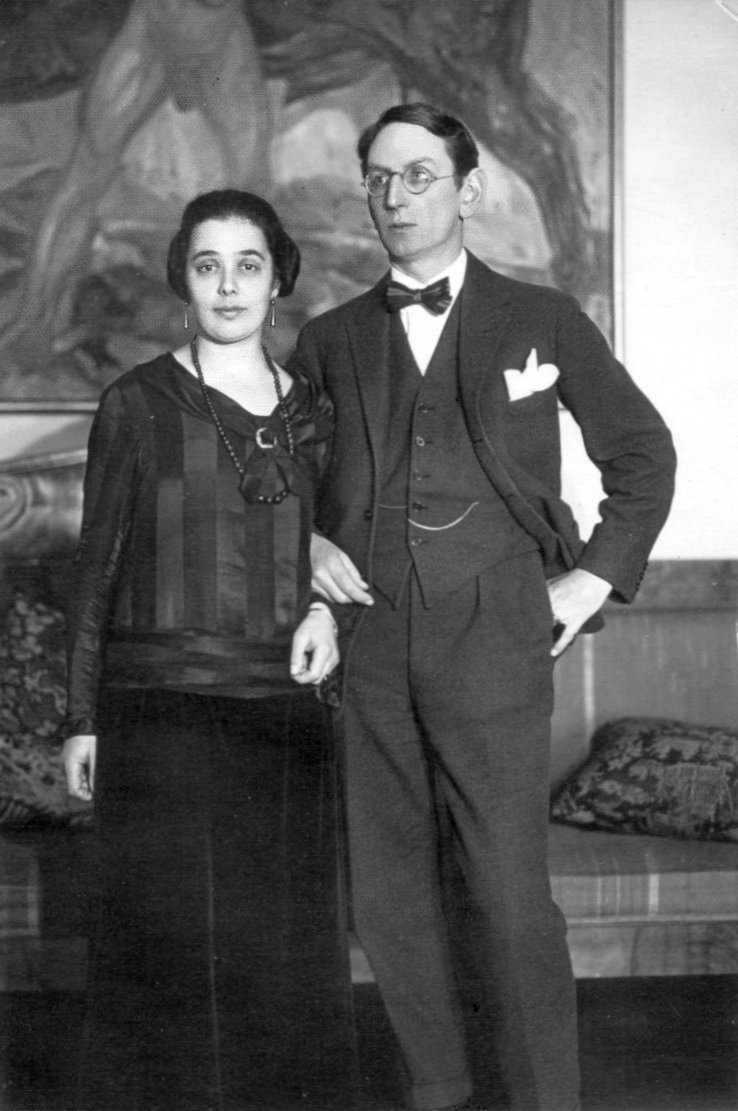
Элин (1884–1980)  Yngve Larsson, 1925.
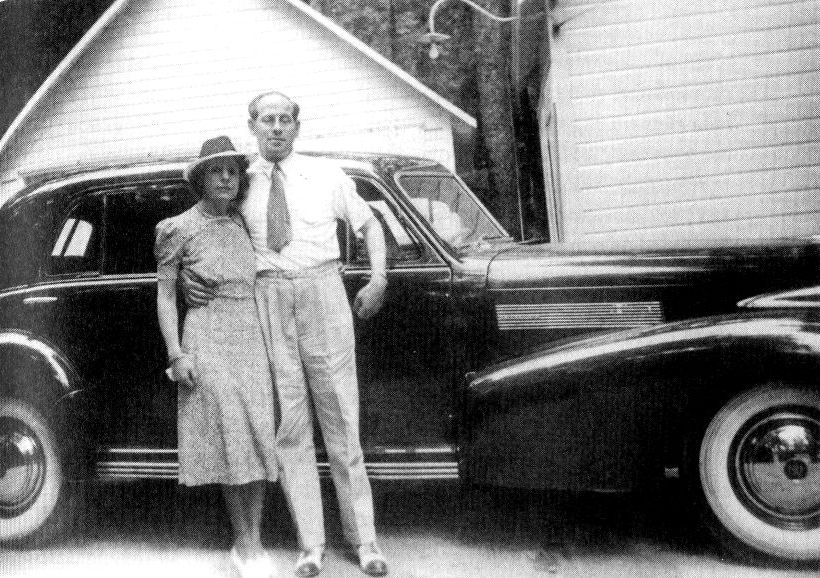
Ева (1888–1977) and Åke Bonnier (1886–1979), c. 1930-е.
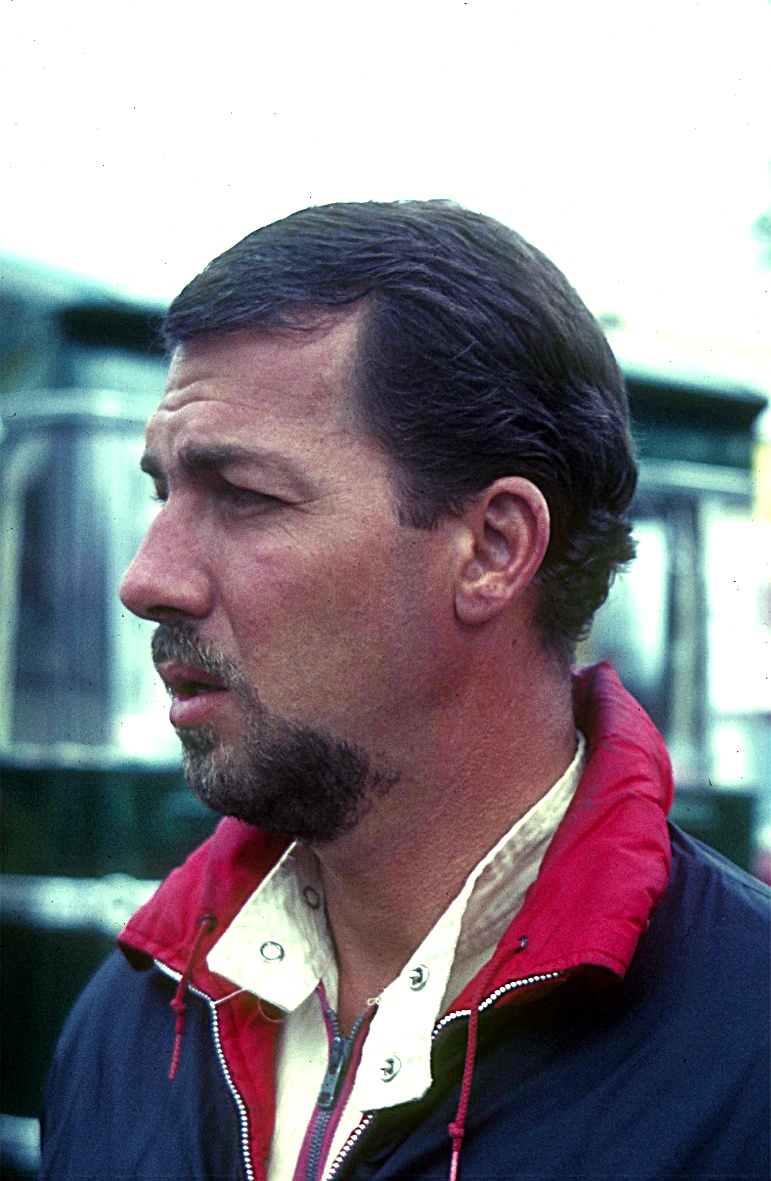
Йоаким Бонниер, 1966.
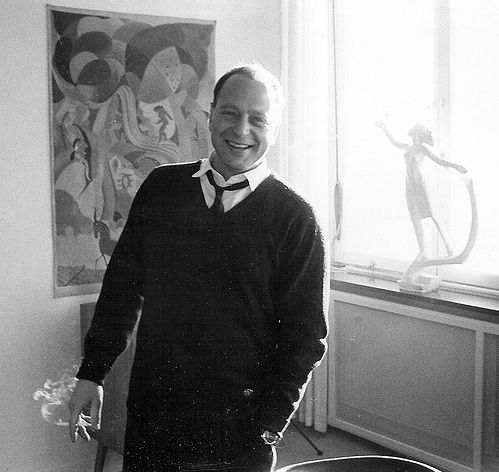
Лукас Бонниер, начало 1960-х.
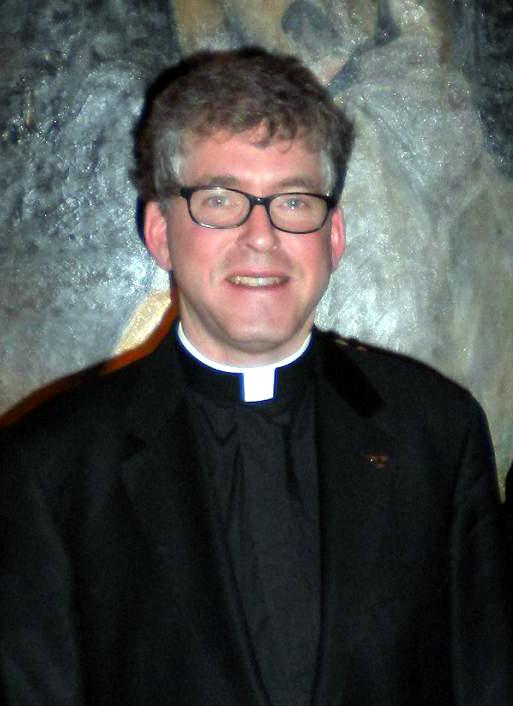
Åke Bonnier,епископ Diocese of Skara.